# Gephyromantis atsingy
Espèce
Gephyromantis atsingy est une espèce d'amphibiens de la famille des Mantellidae.

## Répartition
Cette espèce est endémique de Madagascar. Elle se rencontre dans la réserve naturelle intégrale du Tsingy de Bemaraha.

## Description
Les 4 spécimens mâles adultes observés lors de la description originale mesurent entre 31,3 mm et 39,8 mm de longueur standard et les 12 spécimens femelles adultes observés lors de la description originale mesurent entre 33,9 mm et 43,4 mm de longueur standard.

## Étymologie
Son nom d'espèce lui a été donné en référence au lieu de sa découverte, la réserve naturelle intégrale du Tsingy de Bemaraha, atsingy étant un mot malgache désignant les formations calcaires caractéristiques provenant de l'érosion par la pluie que l'on trouve dans la localité type.

## Publication originale
- Crottini, Glaw, Casiraghi, Jenkins, Mercurio, Randrianantoandro, Randrianirina & Andreone, 2011 : A new Gephyromantis (Phylacomantis) from the pinnacle karst ob Bemaraha, western Madagascar. ZooKeys, vol. 81, p. 51-71 (texte intégral).

## Pages liées
- Amphibiens de Madagascar